# Bourse de Chypre
La Bourse de Chypre (en anglais: Cyprus Stock Exchange, en grec: Χρηματιστήριο Αξιών Κύπρου ou ΧΑΚ) est la bourse située à Nicosie sur l'île de Chypre. Elle commença à opérer le 29 mars 1996.